# Морозовское городское поселение (Ленинградская область)
Моро́зовское городское поселение — муниципальное образование в составе Всеволожского района Ленинградской области.
Административный центр — посёлок имени Морозова.

## Географические данные
Общая площадь: 97 км²
- Расположение: юго-восточная часть Всеволожского района
  - Граничит:
    - на севере с Рахьинским городским поселением
    - на западе со Щегловским сельским поселением
    - на юге и западе с Колтушским городским поселением
    - на востоке с Кировским районом
- По территории поселения проходит железная дорога Мельничный Ручей — Петрокрепость — Невская Дубровка.
- По территории поселения проходят автомобильные дороги[3]:
  - Р21 (часть E 105) «Кола» (Санкт-Петербург — Петрозаводск — Мурманск)
  - А120 (Санкт-Петербургское северное полукольцо, бывшая 41А-189 «Магистральная» (Р21 — Васкелово — А121 — А181))
  - 41К-070 (Магнитная станция — Посёлок имени Морозова)
- Расстояние от административного центра поселения до районного центра — 32 км[4].

## История
Морозовское городское поселение образовано 1 января 2006 года в соответствии с областным законом № 17-оз от 10 марта 2004 года.

## Население
| 2006    | 2010    | 2011    | 2012    | 2013    | 2014    | 2015    |
| ------- | ------- | ------- | ------- | ------- | ------- | ------- |
| 10 400  | ↗11 154 | ↗11 165 | ↘11 146 | ↘11 123 | ↘11 089 | ↘10 959 |
| 2016    | 2017    | 2018    | 2019    | 2020    | 2021    | 2023    |
| ↘10 906 | ↘10 804 | ↘10 797 | ↘10 782 | ↗10 797 | ↗10 815 | ↘10 682 |
| 2024    | 2025    |         |         |         |         |         |
| ↘10 621 | ↗10 642 |         |         |         |         |         |

## Состав городского поселения
В состав городского поселения входят 7 населённых пунктов:
| № | Населённый пункт | Тип населённого пункта | Население      |
| - | ---------------- | ---------------------- | -------------- |
| 1 | Ганнибаловка     | деревня                | ↘6 (2017)      |
| 2 | Дунай            | посёлок                | ↘15 (2017)     |
| 3 | имени Морозова   | городской посёлок      | ↘10 344 (2025) |
| 4 | Кошкино          | деревня                | ↗14 (2017)     |
| 5 | Резвых           | деревня                | ↘15 (2017)     |
| 6 | Чёрная Речка     | деревня                | ↗8 (2017)      |
| 7 | Шереметьевка     | деревня                | →44 (2017)     |

28 декабря 2004 года в связи с отсутствием жителей областным законом № 120-оз была упразднена деревня Посечено.

## Местное самоуправление
Глава поселения — Пирютков Сергей Александрович. Глава администрации — Панфилов Роман Сергеевич.

## Экономика
На территории муниципального образования работают: ЗАО «Морозовский химический завод», автотранспортное предприятие ООО «Фрост», предприятия пищевой промышленности.